# Lambdina phantoma
Lambdina phantoma là một loài bướm đêm trong họ Geometridae.